# Thüringer Rostbratwurst

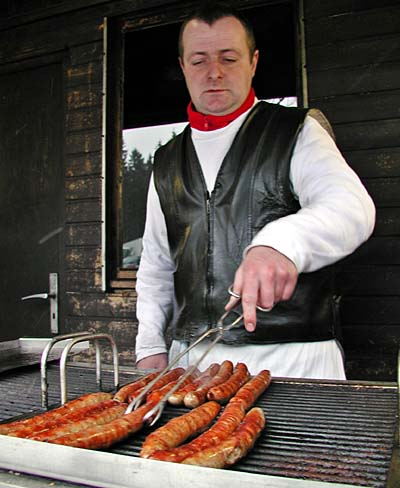
Típico asado a la parrilla de unas Thüringer Rostbrater

La Thüringer Rostbratwurst (en el este de Thüringen se conoce también como Roster) es una salchicha muy conocida en la comarca de Turingia. Una ley de la EU menciona que la longitud de esta salchicha tienen que estar entre los 15-20 cm, de grosor medio y embutido en una tripa natural, bien sea cruda o escaldada (Brühwurst), acompañada de un fuerte sabor especiado. Desde el 6 de enero de 2004 la salchicha de Thüringer es una denominación de Origen de la UE. Fuera de la comarca de Turingia esta salchicha puede comprase en cualquier supermercado Alemán. Los carniceros de la zona suelen poner salchichas que denominan "de Turingia" que se venden en mercados normales durante todo el año, además de Navidad, pero no se consideran auténticas.

## Historia
Esta salchicha es centenaria y aparece en manuscritos de comienzos del siglo XV, en el archivo histórico de Rudolstadt aparece una nota de un carnicero que abastace a un monasterio la siguiente descripción "1 gr vor darme czu brotwurstin". Aunque no es seguro que sea esta salchicha (se discute que sea también una Weisswurst). 
La receta más antigua conocida de esta salchicha se encuentra en el archivo estatal de Weimar. Se compone de "Ordnung für das Fleischerhandwerk zu Weimar, Jena und Buttstädt" (Orden acerca de la elaboarción de ) datado del 2 de julio de 1613. Otra receta titulada "Thüringisch-Erfurtische Kochbuch" del año 1797 la menciona, describiendo una variante ahumada.

## Producción

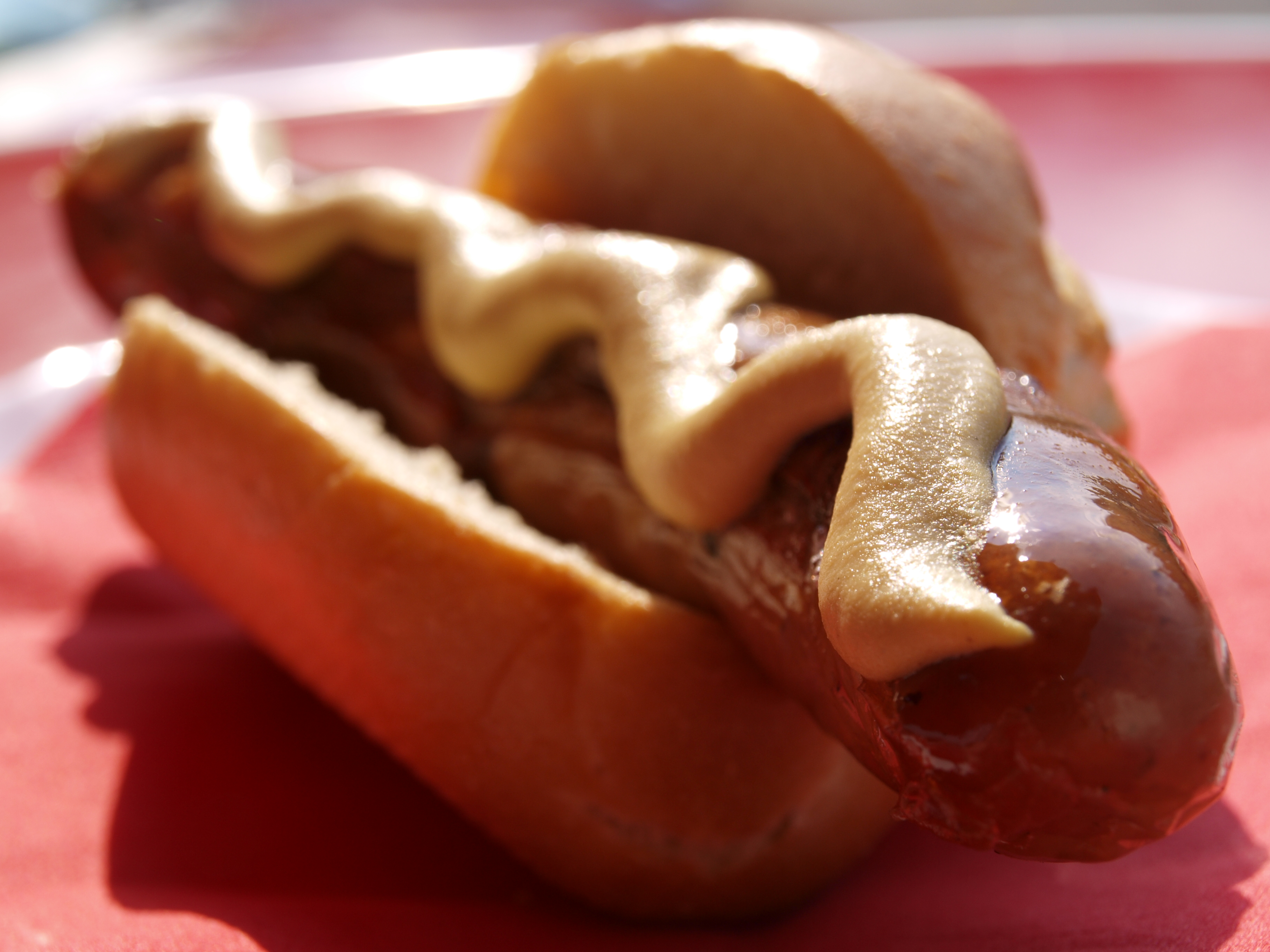
Thüringer Rostbratwurst con un panecillo y un poco de mostaza

Para la producción de esta salchicha se emplea sólo carne finamente picada de cerdo y posiblemente ternera o vaca. Tras este primer proceso se añade sal y pimienta y en especial semillas molidas de comino, mejorana y ajo. Las mezclas varían ligeramente dependiendo de las regiones y de las recetas tradicionales apasadas de padre a hijo dentro de Turingia. Por lo menos 51 % de los elementos empleados en su producción deben ser de la región de Thüringen. Estos ingredientes se embuten juntos en las tripas de cerdo o de cordero.
Las originales salchichas de turíngia no contienen soja debido a que este aditivo elimina el agua de la carne picada. Es importante que durante la elaboración de esta salchicha exista una cantidad de agua que hidrate la carne picada, es por esta razón por la que los carniceros la meten en hielo durante su elaboración, de esta forma el agua se mete entre los intersticios de la carne y ayuda a proporcionar un mayor aroma cuando se asa.
Las leyes alemanas para la conservación de los productos cárnicos prohíben la venta de esta salchicha si ha pasado más de un día tras su embutido, la excepción a esta norma la tienen los establecimientos abiertos las 24 horas que permiten unas horas más. Si se asa la salchicha podrá conservarse hasta 15 días, en el caso de que se conserve por congelación puede llegar hasta 6 meses.

## Preparación

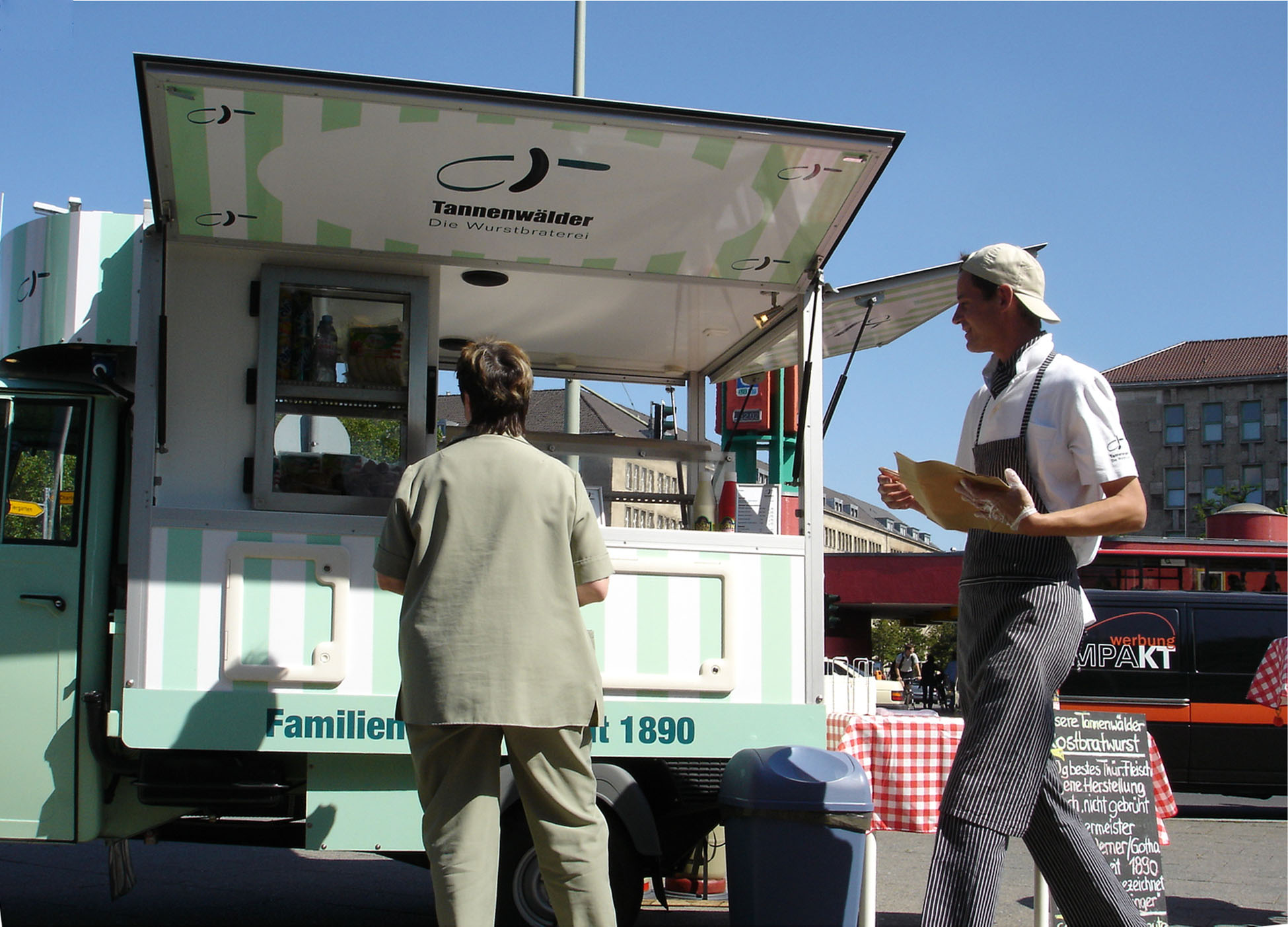
Thüringer Rostbratwurst piaggio Berlin

La preparación más habitual de esta salchicha es mediante asado en una parrilla expuesta a una fuente de calor (preferiblemente carbón) previamente recubierta (o untada) de un poco de beicon, las salchichas deben 
dejarse hasta que se oscurezcan (nunca quemadas) y debe vigilarse que no se rompa la tripa del embutido durante su asado. Se pueden precocinar también en el microondas.
Se suelen servir con un panecillo (Brötchen) y un poco de mostaza.

## Literatura
- Das große Thüringisch-Erfurtische Kochbuch oder deutliche Anweisung zu Bereitung schmackhafter Speisen, Backwerks und allerlei dahin einschlagenden Früchte, Säfte etc. Dos Volúmenes. Erfurt (1797-1798). Se trata de una compilación de las mejores recetas de la zona de Turingia con abundantes fotos ilustraciones e indicaciones variadas acerca de la historia.
- Wolfgang Held/Heinz Sonntag: Das Thüringer Rostbratwurst-Büchlein, Erfurt 1993, ISBN 3-929662-06-X. Un panfleto monográfico dedicado a esta afamada salchicha.